# Athylia punctithorax
Athylia punctithorax là một loài bọ cánh cứng trong họ Cerambycidae.